# Iduna pallida

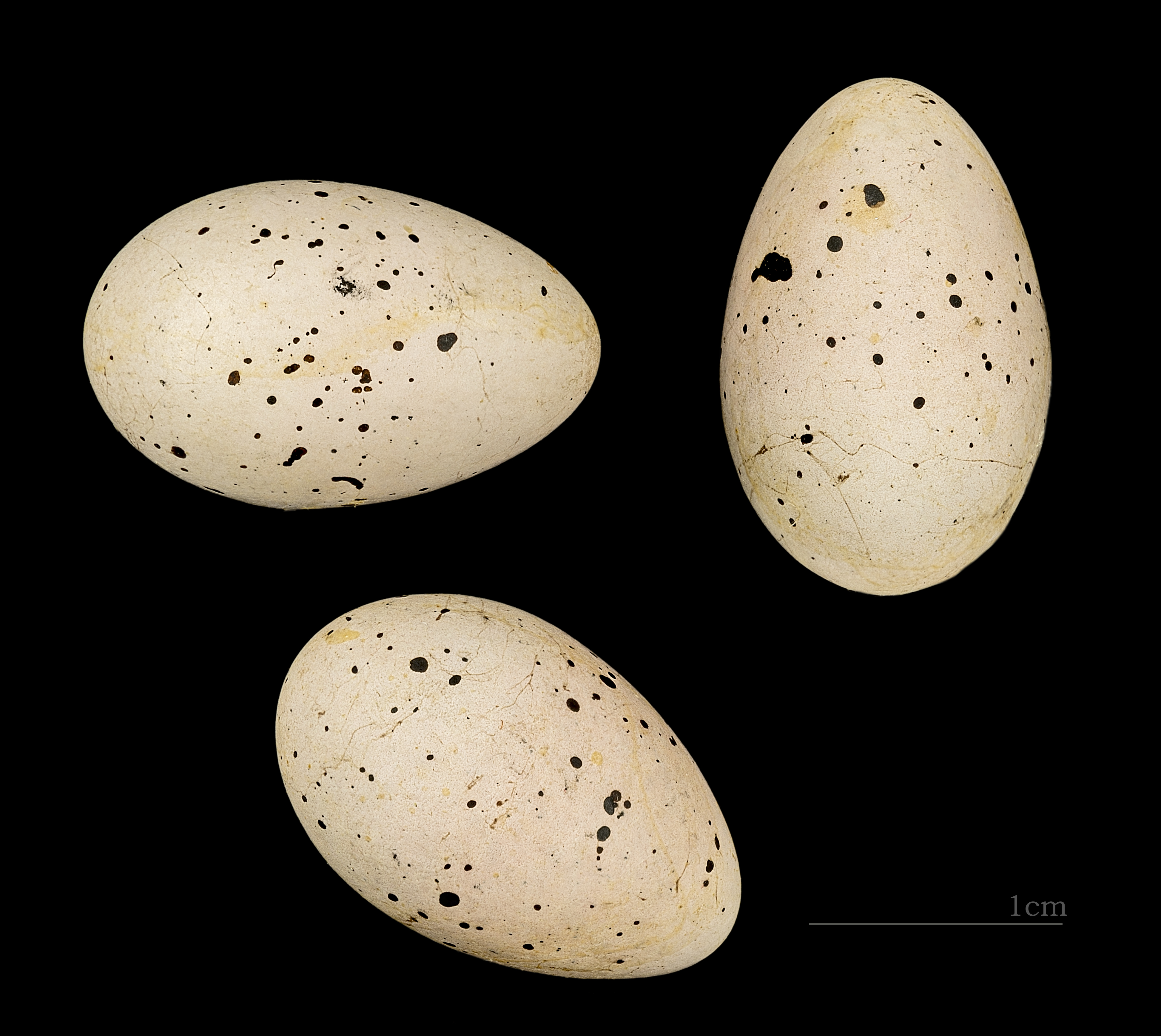
Huevos de Iduna pallida elaeica

El zarcero pálido oriental (Iduna pallida) es una especie de ave paseriforme de la familia Acrocephalidae propia del suroeste de Asia, el sureste de Europa y el norte de África.

## Descripción
Paseriforme de 13 cm de longitud y un peso aproximado de 11 gr, de color pardo, sin marcas destacadas en su plumaje y blanco cremoso en la parte inferior.

## Distribución
Esta ave presenta una distribución restringida y discontinua que incluye Europa, África y Asia. En Europa resulta esencialmente circunmediterránea, faltando en grandes áreas de la península ibérica, Francia, Italia e islas del Mediterráneo Occidental. Se encuentra bien distribuido por la península balcánica y cuenca baja del Danubio y llega por el este hasta Kazajistán. Cría también en los oasis saharianos, valle del Nilo y zonas del sur del Sahel hasta Nigeria, siendo estas poblaciones las únicas que se comportan como sedentarias.